# Gianpiero Palmieri
Gianpiero Palmieri (ur. 22 marca 1966 w Taranto) – włoski duchowny rzymskokatolicki, biskup pomocniczy Rzymu w latach 2018–2020, wiceregent diecezji rzymskiej w latach 2020–2021, arcybiskup ad personam od 2021, biskup diecezjalny Ascoli Piceno od 2021, biskup diecezjalny San Benedetto del Tronto-Ripatransone-Montalto od 2024. 

## Życiorys
Święcenia kapłańskie otrzymał 19 września 1992 i został inkardynowany do diecezji rzymskiej. Po święceniach został wicerektorem niższego seminarium. Od 1997 pracował duszpastersko w kilku rzymskich parafiach.
18 maja 2018 papież Franciszek prekonizował go biskupem pomocniczym diecezji rzymskiej dla wschodniej części Rzymu ze stolicą tytularną Idassa. Święcenia biskupie otrzymał 24 czerwca 2018 w bazylice św. Jana na Lateranie. Udzielił mu ich arcybiskup Angelo De Donatis, wikariusz generalny Rzymu, w asyście arcybiskupa Luis Ladaria Ferrer, prefekta Kongregacji Nauki Wiary, i Giuseppe Marciante, biskupa diecezjalnego Cefalù. Jako zawołanie biskupie przyjął słowa „Architrave della Chiesa è la misericordia” (Nadprożem Kościoła jest miłosierdzie).
19 września 2020 papież mianował go wiceregentem diecezji rzymskiej i wyniósł go do godności arcybiskupa ad personam
.
29 października 2021 został mianowany biskupem ordynariuszem diecezji Ascoli Piceno zachowując tytuł arcybiskupa ad personam. 
2 maja 2024 został dodatkowo mianowany biskupem ordynariuszem diecezji San Benedetto del Tronto-Ripatransone-Montalto.  